# تاموریس
تاموریس (به انگلیسی: Thamyris)، در اسطوره‌های یونان پسر فیلامون و آراگیوپه است.
وی آوازخوان و نوازنده افسانه‌ای بود. عاشق هوآکینتوس شد، گفته می‌شود او نخستین فردی بود که عاشق همجنس شد. جایزه آوازخوانی دلفی را ربود و ادعای رقابت با موزها کرد، اما مسابقه را باخت. موزها او را کور کردند و قدرت نوازندگی را از او گرفتند.